# Sarmientosaurus
Sarmientosaurus musacchioi
Genre
Espèce
Sarmientosaurus est un genre de dinosaures sauropodes titanosaures du Crétacé supérieur, découvert en Argentine. L'unique espèce du genre, Sarmientosaurus musacchioi, a été décrite et nommée en 2016 par Rubén Martínez (d) et ses collaborateurs.

## Description
Sarmientosaurus a une longueur estimée à douze mètres et un poids de dix tonnes. 
R. D. F. Martínez et al. (2016) ont relevé neuf autapomorphies, traits distinctifs uniques.
1. L'orbite oculaire est grande, égale à 40% de la longueur du crâne.
2. La branche ascendante du maxillaire a une connexion complexe avec un processus supérieur de l' os lacrymal , étant coincée entre sa face externe et sa face interne.
3. Le bord interne de la partie arrière de la branche ascendante du maxillaire touche le bord de la narine osseuse avec une crête basse mais distincte.
4. La branche ascendante du quadratojugal a à son arrière inférieur un processus en forme de langue chevauchant l'arrière du quadrate.
5. Dans le cas du cerveau, il y a trois sorties distinctes pour le nerf trigeminus .
6. Un canal veineux interne reliant l' infundibulumavec la tige du cerveau, fait défaut.
7. Les dents prémaxillaires sont positionnées verticalement, les dents maxillaires sont inclinées vers l'avant et les dents dentaires sont inclinées vers l'arrière.
8. Les vertèbres médianes du cou ont des arêtes en forme d'entretoise, au lieu de crêtes en forme de plaque, entre les processus articulaires avant et le centre vertébral.
9. Un tendon ossifié long et mince court le long du côté bas de la série des vertèbres du cou et des côtes du cou.

## Étymologie
Le genre Sarmientosaurus doit son nom à la ville de Sarmiento en Patagonie argentine près de laquelle ont été trouvés les restes fossiles, suivi du suffixe saurus dérivé du grec ancien σαῦρος, sauros, « lézard ». 
Son nom spécifique, musacchioi, lui a été donné en l'honneur du Dr. Eduardo Aldo Musacchio (d) (1940-2011), paléontologue argentin, modèle pour ses collaborateurs et élèves au sein de l'Université nationale de Patagonie San Juan Bosco (d).

## Publication originale
- (en) Rubén D. F. Martínez, Matthew C. Lamanna, Fernando E. Novas, Ryan C. Ridgely, Gabriel A. Casal, Javier E. Martínez, Javier R. Vita et Lawrence M. Witmer, « A Basal Lithostrotian Titanosaur (Dinosauria: Sauropoda) with a Complete Skull: Implications for the Evolution and Paleobiology of Titanosauria », PLOS One, PLoS, vol. 11, no 4,‎ 2016, e0151661 (ISSN 1932-6203, OCLC 228234657, PMID 27115989, PMCID 4846048, DOI 10.1371/JOURNAL.PONE.0151661, lire en ligne).